# Katie Patroch
Katie Patroch (ur. 21 września 1982) – kanadyjska zapaśniczka. Dwukrotna uczestniczka mistrzostw świata; piąta w 2009 i siódma w 2008. Złoty medal na mistrzostwach panamerykańskich w 2007. Druga w Pucharze Świata w 2009 i siódma w 2010. Mistrzyni Wspólnoty Narodów w 2003 i druga w 2007.  Dwa medale ma mistrzostwach globu w Grapplingu w 2013 roku. Zawodniczka Lakehead University.